# Kapalinový teploměr

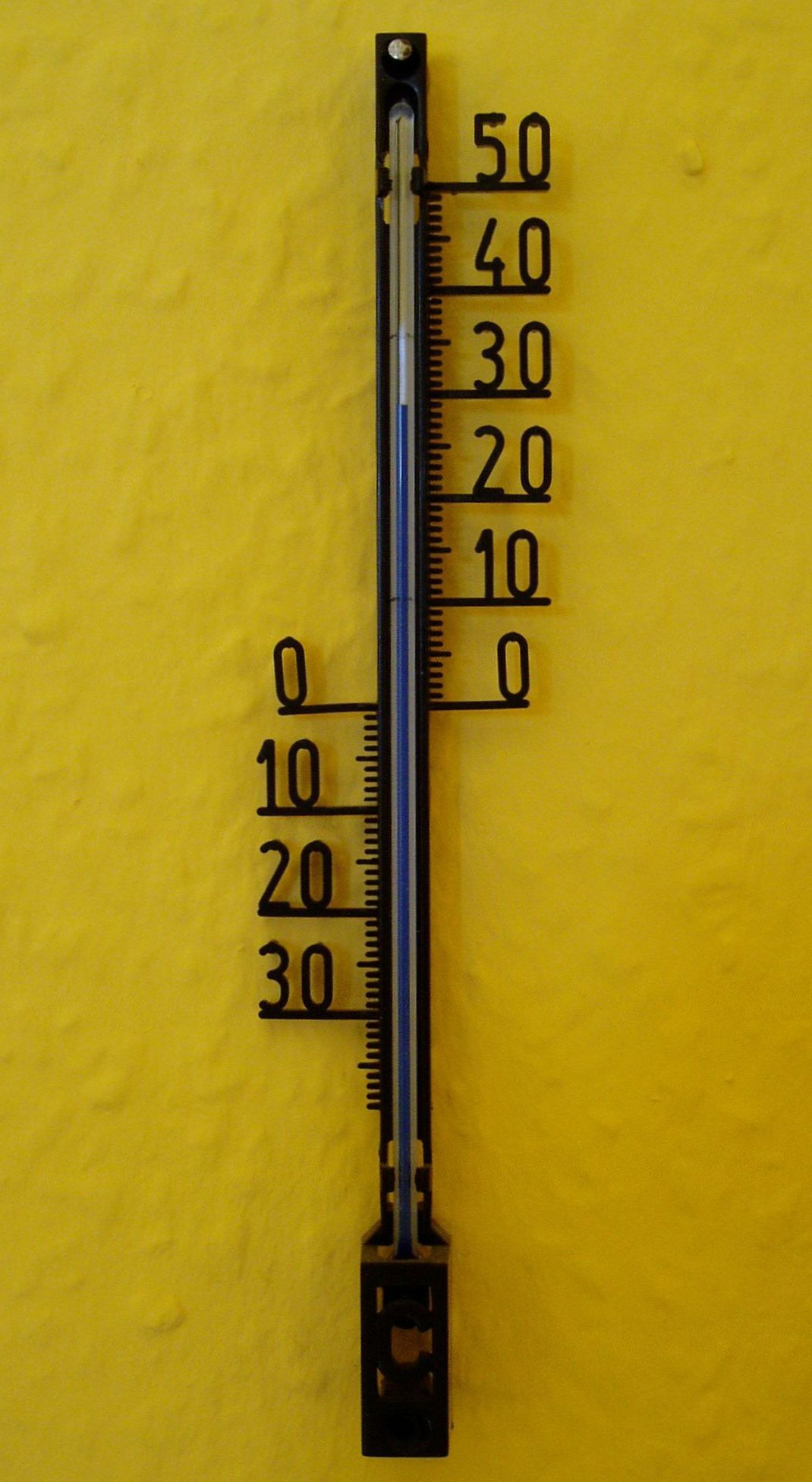
Kapalinový teploměr

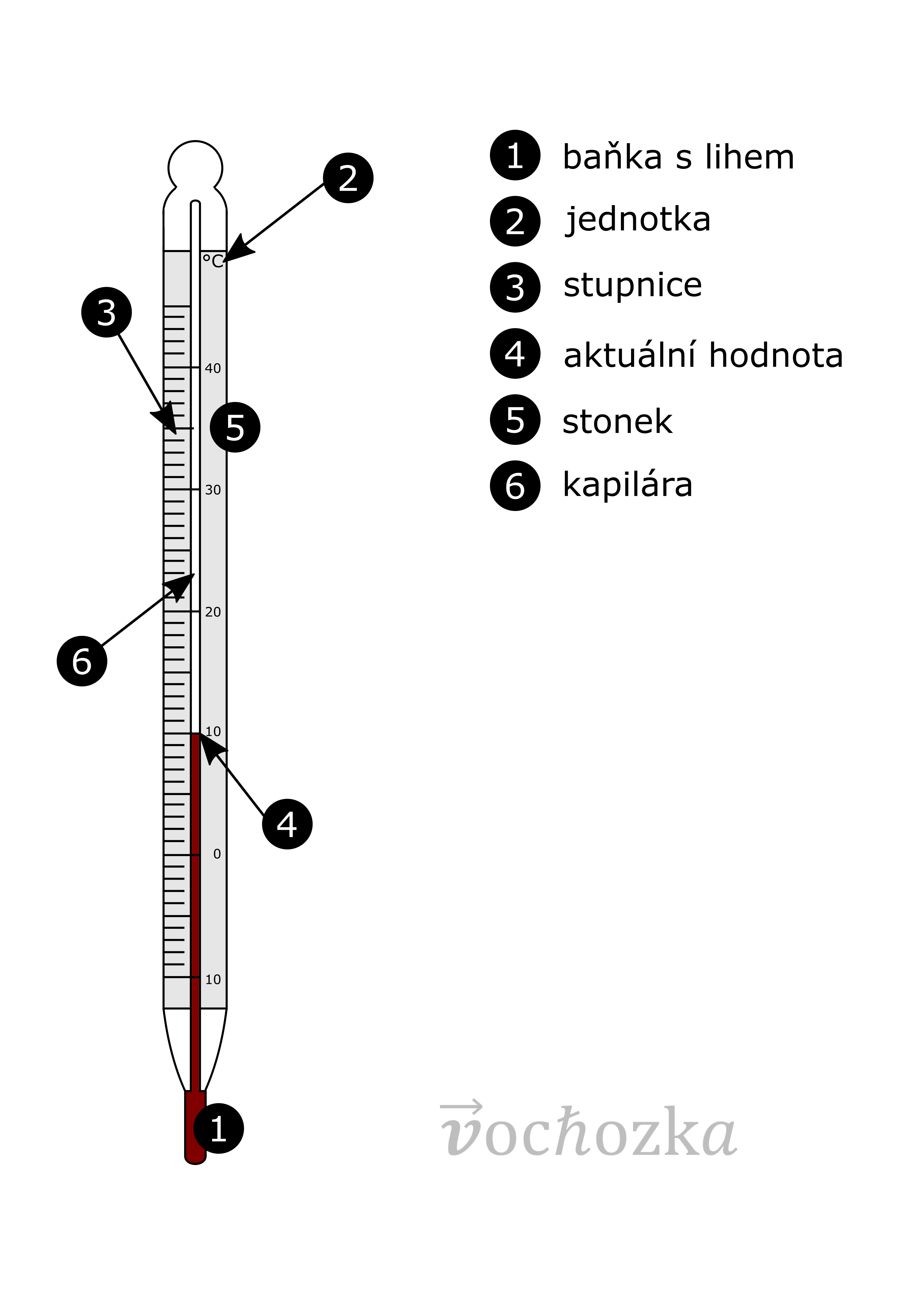
Popis hlavních částí lihového teploměru. Baňka s lihem, jednotka, stupnice, aktuální hodnota, stonek, kapilára.

Kapalinový teploměr je běžný typ teploměru, který měří teplotu rozpínáním kapalin v tenké skleněné trubičce (kapiláře). Skleněná nádobka obsahuje kapalinu, nejčastěji rtuť nebo obarvený ethanol, které jsou velmi citlivé na změny teploty. Rozpínání těchto kapalin je téměř rovnoměrné. Rtuť se používá pro vyšší teploty (maximální rozsah −39 až 357 °C, tj. mezi body tání a varu) a líh pro nižší teploty. Rtuťový teploměr používaný v laboratoři měří v rozmezí teplot od −30 °C do 300 °C. Lihový teploměr používaný v laboratoři měří v rozmezí teplot −170 °C do 70 °C.

## Speciální teploměry
Lékařský teploměr – má větší baňku se rtutí a nad ní je trubička zúžená. Při poklesu teploty se rtuťový sloupec ve zúženém místě přeruší a tak zůstane zaznamenána nejvyšší teplota, která se měří s přesností na desetiny stupně. Před dalším měřením se rtuť vrátí zpět „sklepnutím“.
Maximo-minimální teploměr – teploměr s trubicí ve tvaru „U“. Baňka s lihem je na horním konci ramene a spodní část trubice je vyplněna rtutí. Nad její hladinou jsou v obou ramenech ocelové značky. U obou ramen jsou stupnice (jedna je obrácená). Když stoupá teplota, líh zvětšuje objem a vytlačuje před sebou rtuť do druhého ramene a ta před sebou posouvá ocelovou značku, která pak ukáže největší dosaženou teplotu. Pokud teplota klesá, líh zmenšuje objem a rtuť se vrací zpět a posouvá druhou značkou, která pak ukáže nejnižší teplotu. Tak můžeme zjistit maximální a minimální dosaženou teplotu za sledované období. Před dalším měření se provádí nulování, pomocí magnetu se značky posunou zpět. Používá se např. v meteorologii.